# Gorska lupina
Gorska lupina (gorska božika, nemopantus, lat. Ilex mucronata), močvarni grm iz porodice Aquifoliaceae, nekada uključivan u vlastiti rod Nemopanthus, a danas rodu Ilex, odnosno božikovinama.
Domovina joj je Sjeverna Amerika, a raširena je od Newfoundlanda na zapad do Minnesote.

## Vanjske poveznice
|  | Zajednički poslužitelj ima još gradiva o temi Ilex mucronata |
|  | Wikivrste imaju podatke o taksonu Ilex mucronata             |